# Катериновка (Хорошевский район)
Катериновка (укр. Катеринівка) — село на Украине, находится в Хорошевском районе Житомирской области.
Население по переписи 2001 года составляет 223 человека. Почтовый индекс — 12115. Телефонный код — 4145. Занимает площадь 7,81 км².

## Адрес местного совета
12115, Житомирская область, Хорошевский р-н, с. Радичи, тел.: 3-37-44